# Шимчак, Збигнев
Збигнев Шимчак (пол. Zbigniew Szymczak; 4 января 1952, Люблин — 11 сентября 2019) — польский шахматист, международный мастер (1976).
Чемпион Польши (1983), победитель командных чемпионатов Польши (1982) и Словакии (1994), обладатель Кубка северных стран (1983).

## Биография
Шимчак заинтересовался шахматами во время учебы в Университете Марии Кюри-Склодовской, где он окончил педагогический факультет в 1978 году. 
В 1967 году он занял первое место в чемпионате Польши по шахматам среди юниоров в Белостоке. С 1974 по 1989 год Шимчак десять раз играл в финале чемпионата Польши по шахматам. В 1976 году он стал самым молодым обладателем звания международного мастера в Польше. В 1977 году он выиграл турнир в Будапеште, а годом позже разделил первое место в Приевидзе. Ещё одна победа на международном турнире была одержана в 1982 году в Карвине. В этом же году он выиграл золотую медаль командного чемпионата Польши по шахматам. В 1983 году, самом успешном в его карьере, он завоевал титул чемпиона Польши по шахматам в Пётркув-Трыбунальски.
Збигнев Шимчак играл за Польшу в командном чемпионате мира по шахматам среди студентов:
- В 1976 году на третьей доске в 21-м командном чемпионате мира по шахматам среди студентов в Каракасе (+1, =3, −3),
- В 1977 году на четвертой доске в 22-м командном чемпионате мира по шахматам среди студентов в Мехико (+5, =3, −3).

Збигнев Шимчак был известным шахматным тренером многих известных польских шахматистов. Он был тренером таких гроссмейстеров, как: Ивета Райлих (1996—1999), Роберт Кемпиньский (1991—2001), Радослав Войташек (1995—1996 и 2001).

## Изменения рейтинга
| Графики недоступны из-за технических проблем. См. информацию на Фабрикаторе и на mediawiki.org. |